# Вилия
Ви́лия (бел. Вілія), или Нярис (лит. Neris) — река в Беларуси и Литве, правый и наиболее длинный приток Немана (Нямунаса). Длина реки — 510 км, из них 228 км по территории Литвы, её водосборный бассейн — 24 942,3 км², из них в Литве 13 849,6 км² (56 %).

## Происхождение названия

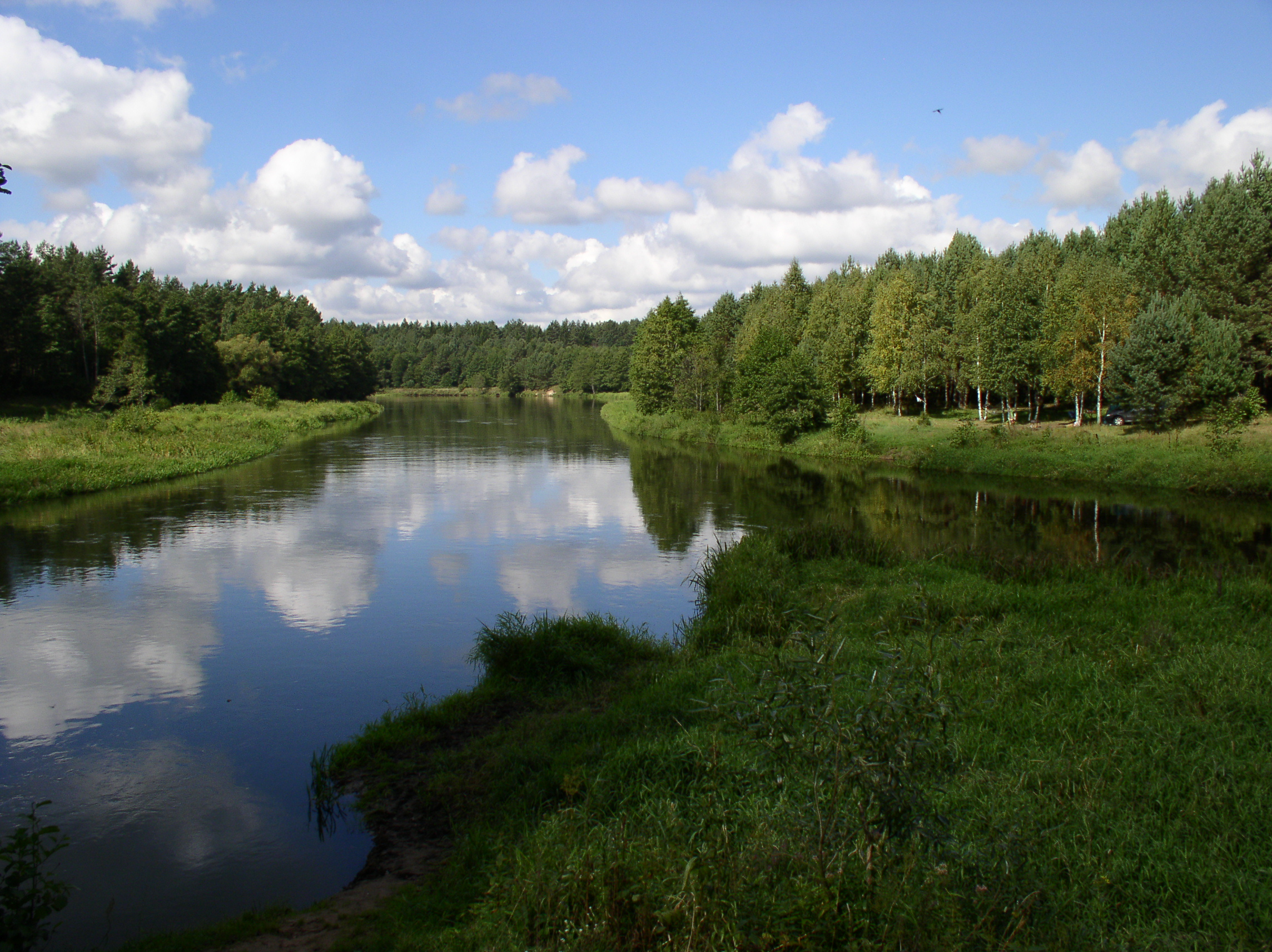
Место впадения Нарочи в Вилию

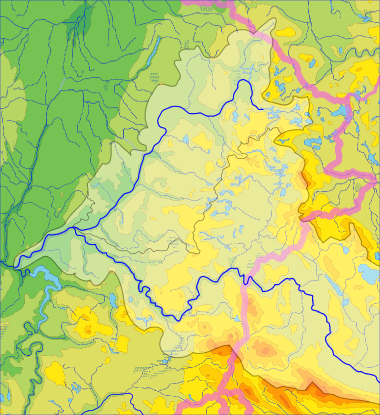
Водосборный бассейн Вилии (Няриса) и крупнейшего притока — Швянтойи

Согласно Казимерасу Буге, на которого ссылается исследователь литовской топонимики Александрас Ванагас, гидроним — балтского происхождения. Указывается, что на территории Литвы есть две реки с названием Vilija, а также ряд гидронимов с корнем Vil-. В нижнем течении литовским населением называется Neris, однако автохтонным литовскоязычным населением верхнего течения Вилии (Гервяты) река называлась Veilia (Вяйля́). Распространены гидронимы Вилия/Велья в бассейне Десны и Припяти. Эти гидронимы польский лингвист Е. Налепа также отнес к балтским, учитывая возможность вариации vel-: vel-. Выдвинута гипотеза о «демонологическом» происхождении названия Вилия, связывая лит. vėlė «души умерших», velnias «чёрт». Я. Отрембский считал, что выводить название Вилии следует от лит. vilnis «волна».
В. Вайткявичюс, рассматривая вопрос о феномене называния одной реки двумя названиями Neris-Вилия, рассматривает связь с названием озера Нарочь (литовское звучание — Narutis). Из Нарочи вытекает река Нарочанка, которая в некоторых случаях могла считаться верхним течением реки Neris-Вилия. Тогда как вдоль реки Вилия, перед впадением в неё Нарочанки, имеются два топонима Вилейка, связанные с гидронимом Вилия. В. Вайткявичюс указывает, что в районе впадения Нарочанки в Вилию проходила граница между археологическими культурами восточнолитовских курганов и банцеровской.
Вилия под названием Нярис известна в письменных источниках XIII—XIV веков — de Nere (1260 г.), Nerge (1340 г.), Nerga (1361 г.), Nerye (1377, 1391, 1404 г.), Niaris (начало XIX века). Это название связывают с литовским nerti («нырнуть»).

## Вилия в Беларуси
На реке расположены города Вилейка, Сморгонь. В 5 км от истока Вилии берёт начало Деряжина.
Выше Вилейки расположено Вилейское водохранилище, снабжающее водой Минск (Вилейско-Минская водная система) и обеспечивающее напором малую Вилейскую ГЭС.
Территория бассейна Вилии образует историческую область Повилье.

### Притоки в Беларуси
- правые: Нарочь, Сервечь, Сорочанка, Страча, Пелла;
- левые: Двиноса, Илия, Лонва, Ошмянка, Уша[6], Смердея

## Нярис в Литве

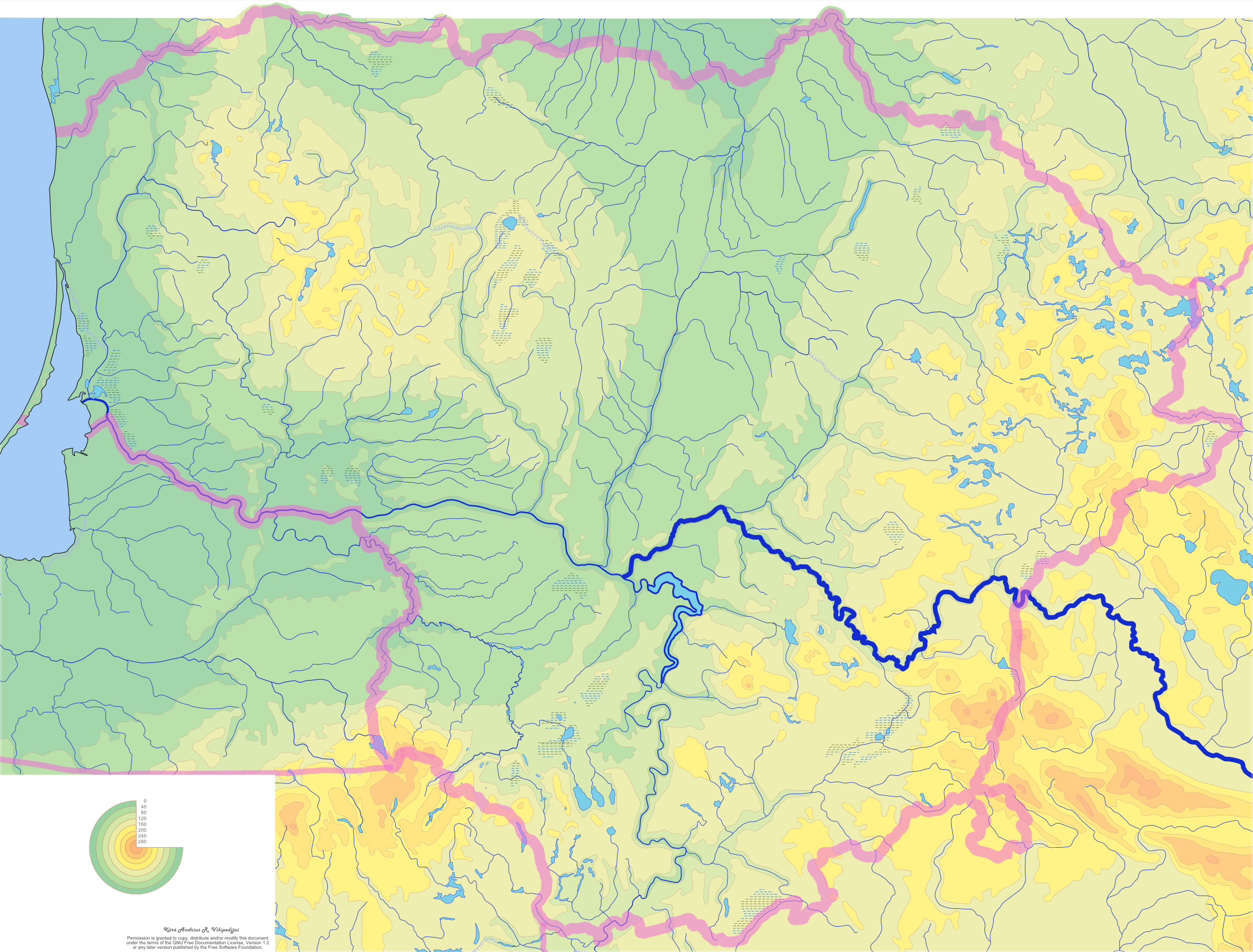
Нярис на карте Литвы

В Литве Нярис, как там называется Вилия — вторая по длине река, соединяет предположительное место расположения поселения древних литовцев Кярнаве и современную столицу Вильнюс. Вдоль берегов сохранились места языческих погребальных обрядов, курганы, священные камни и рощи.
На реке расположены города: Неменчине, Вильнюс, Григишкес, Ионава, Каунас. Имела «изолированный» судоходный участок в пределах Вильнюса для перевозки пассажиров на теплоходах типа «Москвич».
15 июня 2011 года в честь реки Нярис астероиду, открытому 16 марта 2002 года К. Чернисом и Ю. Зданавичюсом в Молетской астрономической обсерватории, присвоено наименование (237845) Нярис (237845 Neris).

### Крупнейшие притоки в Литве
- Швянтойи (лит. Šventoji);
- Жеймяна (лит. Žeimena) впадает в Сантаку, выше Вильнюса;
- Воке, Вака (лит. Vokė) впадает ниже Вильнюса;
- Вильня, Вильняле (лит. Vilnelė) впадает в Вильнюсе;
- Сайде (лит. Saidė);
- Мусе (лит. Musė).